# Classifica ATP
Classifica ATP (in lingua inglese PIF ATP Ranking per motivi di sponsorizzazione) è la graduatoria mondiale dei tennisti professionisti nelle specialità di singolare e doppio, stilate dall'Association of Tennis Professionals (ATP) ossia l'associazione che riunisce i giocatori professionisti del tennis maschile di tutto il mondo. Tali classifiche vengono pubblicate sempre di lunedì circa 45 volte l'anno (durante i tornei che durano due settimane, il ranking non viene pubblicato il lunedì che segue la prima settimana) prendendo in esame i risultati delle ultime 52 settimane: sono utilizzate per stilare la lista di concorrenti e assegnare le teste di serie per i tabelloni principali e di qualificazione di tutti i tornei professionistici. I punti vengono assegnati a seconda del risultato ottenuto in ogni singolo torneo e dell'importanza del torneo, con i quattro del Grande Slam che garantiscono il maggior numero di punti. I punti accumulati nel periodo che precede queste 52 settimane vengono tolti, ad eccezione di quelli guadagnati nelle ATP Finals, che rimangono fino all'ultimo torneo della stagione successiva.

## Storia
La prima classifica ad essere pubblicata dall'ATP, il 23 agosto 1973, riguardava esclusivamente il singolare, mentre la prima classifica per il doppio fu pubblicata il 1º marzo 1976. In precedenza le entry list e le teste di serie venivano assegnate a discrezione delle federazioni nazionali e dei direttori dei tornei. Quasi tutti i membri dell'ATP furono a favore del nuovo sistema adottato, ma secondo l'opinione del primo nº 1 del ranking, il rumeno Ilie Năstase, le nuove classifiche alimentavano una negativa atmosfera di competitività a discapito dell'atmosfera collegiale e amichevole che fino ad allora c'era stata tra i tennisti. Il primo anno i ranking furono pubblicati 7 volte, nel 1974 11 volte, nel 1975 13, nel 1976 23, nel 1977 34, nel 1978 40 e nel 1979 43 volte.
I criteri per l'assegnazione dei punti dei primi ranking ATP si basavano sulla media dei risultati del tennista e alcuni dettagli furono cambiati nel corso degli anni. Per un periodo la classifica fu calcolata dividendo i punti totali accumulati nelle 52 settimane per il numero di tornei giocati, abbassando il divisore per favorire chi giocava il maggior numero di tornei. Furono quindi introdotti dei punti supplementari per le vittorie ottenute contro giocatori con una classifica migliore. In questi primi anni i calcoli e le classifiche dell'ATP subirono critiche, ad esempio quella secondo cui in base ai risultati acquisiti Guillermo Vilas avrebbe dovuto per un periodo essere il nº 1, posizione che non gli è mai stata riconosciuta dall'ATP.
Dal 1990, il ruolo dell'ATP nell'organizzazione del tour mondiale assunse maggiore importanza e da quell'anno furono adottati i criteri che erano allora in vigore in quella che sarebbe diventata la World Cup Starting List dello sci alpino. Inizialmente furono presi in considerazione i risultati di 14 tornei, nel 2000 i tornei in esame diventarono 18, mentre nel 2021 diventarono 19, ai quali per il singolare furono aggiunte le ATP Finals. Al contrario di quanto accadeva in precedenza, dal 2016 la Coppa Davis non garantisce punti per il ranking ATP. I punti per il ranking ATP alle Olimpiadi furono assegnati per la prima volta ai Giochi di Sydney 2000, usanza che fu mantenuta nelle tre successive edizioni e soppressa a partire dai Giochi di Rio de Janeiro 2016.

## Regolamento attuale
Secondo l'ATP Rulebook del 2023, le classifiche dei tennisti di vertice in singolare e in doppio si basano sul totale dei punti accumulati nei seguenti 19 tornei (più le eventuali ATP Finals in singolare):
- I quattro tornei del Grande Slam
- Gli otto tornei Masters 1000 con obbligo di partecipazione per i tennisti in singolare ai quali è consentito l'accesso in base al proprio ranking. L'unico Masters 1000 in cui non c'è obbligo di partecipazione è quello di Montecarlo.[N 1]
- I migliori risultati ottenuti in altri sette tornei tra i quali il Masters di Montecarlo, gli ATP 500, la United Cup,[12] gli ATP 250, i tornei Challenger e ITF Men's World Tennis Tour giocati nelle ultime 52 settimane.[N 2][2]
- Il punteggio accumulato nelle ATP Finals rimane nel conteggio fino al lunedì che segue l'ultimo torneo della stagione successiva.[2]

I tennisti in singolare hanno obbligo di partecipazione ai tornei degli Slam e agli 8 Masters 1000 obbligatori se sono nella entrylist di questi tornei; nel caso non vi partecipino senza validi motivi, come per esempio un infortunio, subiscono sanzioni. I tennisti in doppio non hanno invece obbligo di partecipazione ad alcun torneo.
Il Montecarlo Masters 1000 divenne facoltativo a partire dal 2009, se un giocatore vi prende parte il risultato viene conteggiato al posto del suo quarto miglior risultato conseguito negli ATP 500, mentre rimangono i risultati dei suoi migliori tre tornei ATP 500. 
A un tennista che rientra dopo essere stato fermo almeno sei mesi per infortunio può essere concesso lo status di protected entry, che gli consente di partecipare ai tornei conservando la posizione media del ranking dei primi tre mesi dall'ultimo torneo giocato. La protected entry viene applicata per i primi 9 o 12 tornei giocati e per un periodo di 9 o 12 mesi dopo il rientro, a seconda che sia rimasto fermo tra i sei e i dodici mesi o oltre un anno.
Con le regole attuali, un giocatore che nel corso delle 52 settimane si aggiudicasse i quattro tornei del Grande Slam, tutti gli incontri delle Finals ATP, i nove Masters 1000, cinque ATP 500 e i punti massimi disponibili nella United Cup accumulerebbe 21.500 punti, il massimo consentito. Ad aprile 2021, il record apparteneva a Novak Đoković, che il 6 giugno 2016 raggiunse 16.950 punti.

## Distribuzione dei punti attuale
Aggiornati al 23 gennaio 2024, i punti del ranking sono distribuiti nel seguente modo:
| Categoria                     | V               | F | SF | QF | R16 | R32 | R64 | R128 | Q | Q3 | Q2 |
| ----------------------------- | --------------- | --- | --- | --- | --- | --- | --- | --- | --- | --- | --- |
| Grande Slam                   | 2000            | 1300 | 800 | 400 | 200 | 100 | 50 | 10 | 30 | 16 | 8 |
| ATP Finals                    | 1500max 1100min | 1000max 600min                                                                                                  | 600max 200min                                                                                                   | 200 per ogni vittoria nel round robin 400 per la vittoria in semifinale 500 per la vittoria finale              | 200 per ogni vittoria nel round robin 400 per la vittoria in semifinale 500 per la vittoria finale              | 200 per ogni vittoria nel round robin 400 per la vittoria in semifinale 500 per la vittoria finale              | 200 per ogni vittoria nel round robin 400 per la vittoria in semifinale 500 per la vittoria finale              | 200 per ogni vittoria nel round robin 400 per la vittoria in semifinale 500 per la vittoria finale              | 200 per ogni vittoria nel round robin 400 per la vittoria in semifinale 500 per la vittoria finale              | 200 per ogni vittoria nel round robin 400 per la vittoria in semifinale 500 per la vittoria finale              | 200 per ogni vittoria nel round robin 400 per la vittoria in semifinale 500 per la vittoria finale              |
| ATP Tour Masters 1000 (96)    | 1000            | 650 | 400 | 200 | 100 | 50 | 30 | 10 | 20 | | 10 |
| ATP Tour Masters 1000 (48/56) | 1000            | 650 | 400 | 200 | 100 | 50 | 10 | | 30 | | 16 |
| United Cup                    | 500max          | Dettaglio dei punti assegnati nell'edizione 2023 su: United Cup 2023#Assegnazione dei punti nei ranking ATP/WTA | Dettaglio dei punti assegnati nell'edizione 2023 su: United Cup 2023#Assegnazione dei punti nei ranking ATP/WTA | Dettaglio dei punti assegnati nell'edizione 2023 su: United Cup 2023#Assegnazione dei punti nei ranking ATP/WTA | Dettaglio dei punti assegnati nell'edizione 2023 su: United Cup 2023#Assegnazione dei punti nei ranking ATP/WTA | Dettaglio dei punti assegnati nell'edizione 2023 su: United Cup 2023#Assegnazione dei punti nei ranking ATP/WTA | Dettaglio dei punti assegnati nell'edizione 2023 su: United Cup 2023#Assegnazione dei punti nei ranking ATP/WTA | Dettaglio dei punti assegnati nell'edizione 2023 su: United Cup 2023#Assegnazione dei punti nei ranking ATP/WTA | Dettaglio dei punti assegnati nell'edizione 2023 su: United Cup 2023#Assegnazione dei punti nei ranking ATP/WTA | Dettaglio dei punti assegnati nell'edizione 2023 su: United Cup 2023#Assegnazione dei punti nei ranking ATP/WTA | Dettaglio dei punti assegnati nell'edizione 2023 su: United Cup 2023#Assegnazione dei punti nei ranking ATP/WTA |
| ATP Tour 500 (48)             | 500             | 330 | 200 | 100 | 50 | 25 | | | 16 | | 8 |
| ATP Tour 500 (32)             | 500             | 330 | 200 | 100 | 50 | | | | 25 | | 13 |
| ATP Tour 250 (48)             | 250             | 165 | 100 | 50 | 25 | 13 | | | 8 | | 4 |
| ATP Tour 250 (32)             | 250             | 165 | 100 | 50 | 25 | | | | 13 | | 7 |
| Challenger 175                | 175             | 90 | 50 | 25 | 13 | | | | 6 | | 3 |
| Challenger 125                | 125             | 64 | 35 | 16 | 8 | | | | 5 | | 3 |
| Challenger 100                | 100             | 50 | 25 | 14 | 7 | | | | 4 | | 2 |
| Challenger 75                 | 75              | 44 | 22 | 12 | 6 | | | | 4 | | 2 |
| Challenger 50                 | 50              | 25 | 14 | 8 | 4 | | | | 3 | | 1 |
| ITF M25 ITF M25+H             | 25              | 16 | 8 | 3 | 1 | | | | | | |
| ITF M15 ITF Tour M15+H        | 15              | 8 | 4 | 2 | 1 | | | | | | |

I punti vengono assegnati al vincitore del torneo e ai perdenti dei turni indicati, compresi quelli di qualificazione ad eccezione dei tornei ITF Series. Un giocatore del tabellone principale passato per le qualificazioni riceve un bonus da aggiungere ai punti che riceverà in base ai successivi risultati. Ad esempio un giocatore qualificato che perde al primo turno nel tabellone principale di uno Slam riceve 40 punti: 30 di bonus qualificazione più 10 per aver partecipato al primo round. Ai giocatori che al primo turno usufruiscono di un bye e perdono al secondo turno, vengono assegnati i punti equivalenti a quelli di una sconfitta nel primo turno. I giocatori che accedono al tabellone principale di uno Slam o di un Masters 1000 in virtù di una wild card guadagnano punti solo se si qualificano per il secondo turno. Non vengono concessi punti a chi perde al primo turno nei tornei ATP 500, ATP 250, Challenger e ITF.

## Classifica attuale

### Singolare (top 20)
| ATP Ranking Singolare, al 28 luglio 2025 | ATP Ranking Singolare, al 28 luglio 2025 | ATP Ranking Singolare, al 28 luglio 2025 | ATP Ranking Singolare, al 28 luglio 2025 | ATP Ranking Singolare, al 28 luglio 2025 |
| N.                                       | Giocatore                                | Punti                                    | +/-                                      |                                          |
| ---------------------------------------- | ---------------------------------------- | ---------------------------------------- | ---------------------------------------- | ---------------------------------------- |
| 1                                        | Jannik Sinner (ITA)                      | 12 030                                   | Stabile                                  |                                          |
| 2                                        | Carlos Alcaraz (ESP)                     | 8 600                                    | Stabile                                  |                                          |
| 3                                        | Alexander Zverev (DEU)                   | 6 030                                    | Stabile                                  |                                          |
| 4                                        | Taylor Fritz (USA)                       | 5 135                                    | Stabile                                  |                                          |
| 5                                        | Jack Draper (GBR)                        | 4 650                                    | Stabile                                  |                                          |
| 6                                        | Novak Đoković (SRB)                      | 4 130                                    | Stabile                                  |                                          |
| 7                                        | Ben Shelton (USA)                        | 3 520                                    | 1                                        |                                          |
| 8                                        | Alex de Minaur (AUS)                     | 3 335                                    | 5                                        |                                          |
| 9                                        | Holger Rune (DNK)                        | 3 250                                    | Stabile                                  |                                          |
| 10                                       | Lorenzo Musetti (ITA)                    | 3 195                                    | 3                                        |                                          |
| 11                                       | Andrej Rublëv (TBA)                      | 3 110                                    | 1                                        |                                          |
| 12                                       | Frances Tiafoe (USA)                     | 2 990                                    | 1                                        |                                          |
| 13                                       | Casper Ruud (NOR)                        | 2 905                                    | 1                                        |                                          |
| 14                                       | Daniil Medvedev (TBA)                    | 2 720                                    | Stabile                                  |                                          |
| 15                                       | Tommy Paul (USA)                         | 2 620                                    | Stabile                                  |                                          |
| 16                                       | Karen Chačanov (TBA)                     | 2 590                                    | Stabile                                  |                                          |
| 17                                       | Flavio Cobolli (ITA)                     | 2 385                                    | 1                                        |                                          |
| 18                                       | Jakub Menšík (CZE)                       | 2 362                                    | 1                                        |                                          |
| 19                                       | Alejandro Davidovich Fokina (ESP)        | 2 225                                    | 7                                        |                                          |
| 20                                       | Grigor Dimitrov (BGR)                    | 2 155                                    | Stabile                                  |                                          |

### Doppio (top 20)
| ATP Ranking Doppio, al 28 luglio 2025 | ATP Ranking Doppio, al 28 luglio 2025 | ATP Ranking Doppio, al 28 luglio 2025 | ATP Ranking Doppio, al 28 luglio 2025 | ATP Ranking Doppio, al 28 luglio 2025 |
| N.                                    | Giocatore                             | Punti                                 | +/-                                   |                                       |
| ------------------------------------- | ------------------------------------- | ------------------------------------- | ------------------------------------- | ------------------------------------- |
| T1                                    | Marcelo Arévalo (SLV)                 | 8 595                                 | Stabile                               |                                       |
| T1                                    | Mate Pavić (HRV)                      | 8 595                                 | Stabile                               |                                       |
| 3                                     | Lloyd Glasspool (GBR)                 | 7 120                                 | Stabile                               |                                       |
| 4                                     | Julian Cash (GBR)                     | 6 615                                 | Stabile                               |                                       |
| T5                                    | Harri Heliövaara (FIN)                | 6 420                                 | Stabile                               |                                       |
| T5                                    | Henry Patten (GBR)                    | 6 420                                 | Stabile                               |                                       |
| 7                                     | Marcel Granollers (ESP)               | 6 135                                 | Stabile                               |                                       |
| 8                                     | Horacio Zeballos (ARG)                | 6 135                                 | Stabile                               |                                       |
| 9                                     | Kevin Krawietz (DEU)                  | 5 835                                 | Stabile                               |                                       |
| 10                                    | Tim Pütz (DEU)                        | 5 745                                 | Stabile                               |                                       |
| 11                                    | Simone Bolelli (ITA)                  | 4 940                                 | 1                                     |                                       |
| 12                                    | Andrea Vavassori (ITA)                | 4 940                                 | 2                                     |                                       |
| 13                                    | Nikola Mektić (HRV)                   | 4 670                                 | 2                                     |                                       |
| 14                                    | Neal Skupski (GBR)                    | 4 620                                 | 1                                     |                                       |
| 15                                    | Jordan Thompson (AUS)                 | 4 375                                 | Stabile                               |                                       |
| 16                                    | Joe Salisbury (GBR)                   | 4 200                                 | Stabile                               |                                       |
| 17                                    | Christian Harrison (USA)              | 3 655                                 | Stabile                               |                                       |
| 18                                    | Evan King (USA)                       | 3 561                                 | Stabile                               |                                       |
| 19                                    | Édouard Roger-Vasselin (FRA)          | 3 375                                 | 2                                     |                                       |
| 20                                    | Hugo Nys (MCO)                        | 3 340                                 | Stabile                               |                                       |

## Numeri uno di classifica in singolare
Di seguito la lista dei giocatori che hanno raggiunto la prima posizione del ranking in singolare da quando sono state introdotte le classifiche nel 1973:
| Paese                     | Nome                     | Inizio            | Fine              | Settimane | Totale settimane |
| ------------------------- | ------------------------ | ----------------- | ----------------- | --------- | ---------------- |
| Romania (bandiera)        | Ilie Năstase (1)         | 23 agosto 1973    | 2 giugno 1974     | 40        | 40               |
| Australia (bandiera)      | John Newcombe (2)        | 3 giugno 1974     | 28 luglio 1974    | 8         | 8                |
| Stati Uniti (bandiera)    | Jimmy Connors (3)        | 29 luglio 1974    | 22 agosto 1977    | 160       | 160              |
| Svezia (bandiera)         | Björn Borg (4)           | 23 agosto 1977    | 29 agosto 1977    | 1         | 1                |
| Stati Uniti (bandiera)    | Jimmy Connors            | 30 agosto 1977    | 8 aprile 1979     | 84        | 244              |
| Svezia (bandiera)         | Björn Borg               | 9 aprile 1979     | 20 maggio 1979    | 6         | 7                |
| Stati Uniti (bandiera)    | Jimmy Connors            | 21 maggio 1979    | 8 luglio 1979     | 7         | 251              |
| Svezia (bandiera)         | Björn Borg               | 9 luglio 1979     | 2 marzo 1980      | 34        | 41               |
| Stati Uniti (bandiera)    | John McEnroe (5)         | 3 marzo 1980      | 23 marzo 1980     | 3         | 3                |
| Svezia (bandiera)         | Björn Borg               | 24 marzo 1980     | 10 agosto 1980    | 20        | 61               |
| Stati Uniti (bandiera)    | John McEnroe             | 11 agosto 1980    | 17 agosto 1980    | 1         | 4                |
| Svezia (bandiera)         | Björn Borg               | 18 agosto 1980    | 5 luglio 1981     | 46        | 107              |
| Stati Uniti (bandiera)    | John McEnroe             | 6 luglio 1981     | 19 luglio 1981    | 2         | 6                |
| Svezia (bandiera)         | Björn Borg               | 20 luglio 1981    | 2 agosto 1981     | 2         | 109              |
| Stati Uniti (bandiera)    | John McEnroe             | 3 agosto 1981     | 12 settembre 1982 | 58        | 64               |
| Stati Uniti (bandiera)    | Jimmy Connors            | 13 settembre 1982 | 31 ottobre 1982   | 7         | 258              |
| Stati Uniti (bandiera)    | John McEnroe             | 1 novembre 1982   | 7 novembre 1982   | 1         | 65               |
| Stati Uniti (bandiera)    | Jimmy Connors            | 8 novembre 1982   | 14 novembre 1982  | 1         | 259              |
| Stati Uniti (bandiera)    | John McEnroe             | 15 novembre 1982  | 30 gennaio 1983   | 11        | 76               |
| Stati Uniti (bandiera)    | Jimmy Connors            | 31 gennaio 1983   | 6 febbraio 1983   | 1         | 260              |
| Stati Uniti (bandiera)    | John McEnroe             | 7 febbraio 1983   | 13 febbraio 1983  | 1         | 77               |
| Stati Uniti (bandiera)    | Jimmy Connors            | 14 febbraio 1983  | 27 febbraio 1983  | 2         | 262              |
| Cecoslovacchia (bandiera) | Ivan Lendl (6)           | 28 febbraio 1983  | 15 maggio 1983    | 11        | 11               |
| Stati Uniti (bandiera)    | Jimmy Connors            | 16 maggio 1983    | 5 giugno 1983     | 3         | 265              |
| Stati Uniti (bandiera)    | John McEnroe             | 6 giugno 1983     | 12 giugno 1983    | 1         | 78               |
| Stati Uniti (bandiera)    | Jimmy Connors            | 13 giugno 1983    | 3 luglio 1983     | 3         | 268              |
| Stati Uniti (bandiera)    | John McEnroe             | 4 luglio 1983     | 30 ottobre 1983   | 17        | 95               |
| Cecoslovacchia (bandiera) | Ivan Lendl               | 31 ottobre 1983   | 11 dicembre 1983  | 6         | 17               |
| Stati Uniti (bandiera)    | John McEnroe             | 12 dicembre 1983  | 8 gennaio 1984    | 4         | 99               |
| Cecoslovacchia (bandiera) | Ivan Lendl               | 9 gennaio 1984    | 11 marzo 1984     | 9         | 26               |
| Stati Uniti (bandiera)    | John McEnroe             | 12 marzo 1984     | 10 giugno 1984    | 13        | 112              |
| Cecoslovacchia (bandiera) | Ivan Lendl               | 11 giugno 1984    | 17 giugno 1984    | 1         | 27               |
| Stati Uniti (bandiera)    | John McEnroe             | 18 giugno 1984    | 8 luglio 1984     | 3         | 115              |
| Cecoslovacchia (bandiera) | Ivan Lendl               | 9 luglio 1984     | 12 agosto 1984    | 5         | 32               |
| Stati Uniti (bandiera)    | John McEnroe             | 13 agosto 1984    | 18 agosto 1985    | 53        | 168              |
| Cecoslovacchia (bandiera) | Ivan Lendl               | 19 agosto 1985    | 25 agosto 1985    | 1         | 33               |
| Stati Uniti (bandiera)    | John McEnroe             | 26 agosto 1985    | 8 settembre 1985  | 2         | 170              |
| Cecoslovacchia (bandiera) | Ivan Lendl               | 9 settembre 1985  | 11 settembre 1988 | 157       | 190              |
| Svezia (bandiera)         | Mats Wilander (7)        | 12 settembre 1988 | 28 gennaio 1989   | 20        | 20               |
| Cecoslovacchia (bandiera) | Ivan Lendl               | 30 gennaio 1989   | 12 agosto 1990    | 80        | 270              |
| Svezia (bandiera)         | Stefan Edberg (8)        | 13 agosto 1990    | 27 gennaio 1991   | 24        | 24               |
| Germania (bandiera)       | Boris Becker (9)         | 28 gennaio 1991   | 17 febbraio 1991  | 3         | 3                |
| Svezia (bandiera)         | Stefan Edberg            | 18 febbraio 1991  | 7 luglio 1991     | 20        | 44               |
| Germania (bandiera)       | Boris Becker             | 8 luglio 1991     | 8 settembre 1991  | 9         | 12               |
| Svezia (bandiera)         | Stefan Edberg            | 9 settembre 1991  | 9 febbraio 1992   | 22        | 66               |
| Stati Uniti (bandiera)    | Jim Courier (10)         | 10 febbraio 1992  | 22 marzo 1992     | 6         | 6                |
| Svezia (bandiera)         | Stefan Edberg            | 23 marzo 1992     | 12 aprile 1992    | 3         | 69               |
| Stati Uniti (bandiera)    | Jim Courier              | 13 aprile 1992    | 13 settembre 1992 | 22        | 28               |
| Svezia (bandiera)         | Stefan Edberg            | 14 settembre 1992 | 4 ottobre 1992    | 3         | 72               |
| Stati Uniti (bandiera)    | Jim Courier              | 5 ottobre 1992    | 11 aprile 1993    | 27        | 55               |
| Stati Uniti (bandiera)    | Pete Sampras (11)        | 12 aprile 1993    | 22 agosto 1993    | 19        | 19               |
| Stati Uniti (bandiera)    | Jim Courier              | 23 agosto 1993    | 12 settembre 1993 | 3         | 58               |
| Stati Uniti (bandiera)    | Pete Sampras             | 13 settembre 1993 | 9 aprile 1995     | 82        | 101              |
| Stati Uniti (bandiera)    | Andre Agassi (12)        | 10 aprile 1995    | 5 novembre 1995   | 30        | 30               |
| Stati Uniti (bandiera)    | Pete Sampras             | 6 novembre 1995   | 28 gennaio 1996   | 12        | 113              |
| Stati Uniti (bandiera)    | Andre Agassi             | 29 gennaio 1996   | 11 febbraio 1996  | 2         | 32               |
| Austria (bandiera)        | Thomas Muster (13)       | 12 febbraio 1996  | 18 febbraio 1996  | 1         | 1                |
| Stati Uniti (bandiera)    | Pete Sampras             | 19 febbraio 1996  | 10 marzo 1996     | 3         | 116              |
| Austria (bandiera)        | Thomas Muster            | 11 marzo 1996     | 13 aprile 1996    | 5         | 6                |
| Stati Uniti (bandiera)    | Pete Sampras             | 14 aprile 1996    | 29 marzo 1998     | 102       | 218              |
| Cile (bandiera)           | Marcelo Ríos (14)        | 30 marzo 1998     | 26 aprile 1998    | 4         | 4                |
| Stati Uniti (bandiera)    | Pete Sampras             | 27 aprile 1998    | 9 agosto 1998     | 15        | 233              |
| Cile (bandiera)           | Marcelo Ríos             | 10 agosto 1998    | 23 agosto 1998    | 2         | 6                |
| Stati Uniti (bandiera)    | Pete Sampras             | 24 agosto 1998    | 14 marzo 1999     | 29        | 262              |
| Spagna (bandiera)         | Carlos Moyá (15)         | 15 marzo 1999     | 28 marzo 1999     | 2         | 2                |
| Stati Uniti (bandiera)    | Pete Sampras             | 29 marzo 1999     | 2 maggio 1999     | 5         | 267              |
| Russia (bandiera)         | Evgenij Kafel'nikov (16) | 3 maggio 1999     | 13 giugno 1999    | 6         | 6                |
| Stati Uniti (bandiera)    | Pete Sampras             | 14 giugno 1999    | 4 luglio 1999     | 3         | 270              |
| Stati Uniti (bandiera)    | Andre Agassi             | 5 luglio 1999     | 25 luglio 1999    | 3         | 35               |
| Australia (bandiera)      | Patrick Rafter (17)      | 26 luglio 1999    | 1º agosto 1999    | 1         | 1                |
| Stati Uniti (bandiera)    | Pete Sampras             | 2 agosto 1999     | 12 settembre 1999 | 6         | 276              |
| Stati Uniti (bandiera)    | Andre Agassi             | 13 settembre 1999 | 10 settembre 2000 | 52        | 87               |
| Stati Uniti (bandiera)    | Pete Sampras             | 11 settembre 2000 | 19 novembre 2000  | 10        | 286              |
| Russia (bandiera)         | Marat Safin (18)         | 20 novembre 2000  | 3 dicembre 2000   | 2         | 2                |
| Brasile (bandiera)        | Gustavo Kuerten (19)     | 4 dicembre 2000   | 28 gennaio 2001   | 8         | 8                |
| Russia (bandiera)         | Marat Safin              | 29 gennaio 2001   | 25 febbraio 2001  | 4         | 6                |
| Brasile (bandiera)        | Gustavo Kuerten          | 26 febbraio 2001  | 1º aprile 2001    | 5         | 13               |
| Russia (bandiera)         | Marat Safin              | 2 aprile 2001     | 22 aprile 2001    | 3         | 9                |
| Brasile (bandiera)        | Gustavo Kuerten          | 23 aprile 2001    | 18 novembre 2001  | 30        | 43               |
| Australia (bandiera)      | Lleyton Hewitt (20)      | 19 novembre 2001  | 27 aprile 2003    | 75        | 75               |
| Stati Uniti (bandiera)    | Andre Agassi             | 28 aprile 2003    | 11 maggio 2003    | 2         | 89               |
| Australia (bandiera)      | Lleyton Hewitt           | 12 maggio 2003    | 15 giugno 2003    | 5         | 80               |
| Stati Uniti (bandiera)    | Andre Agassi             | 16 giugno 2003    | 7 settembre 2003  | 12        | 101              |
| Spagna (bandiera)         | Juan Carlos Ferrero (21) | 8 settembre 2003  | 2 novembre 2003   | 8         | 8                |
| Stati Uniti (bandiera)    | Andy Roddick (22)        | 3 novembre 2003   | 1º febbraio 2004  | 13        | 13               |
| Svizzera (bandiera)       | Roger Federer (23)       | 2 febbraio 2004   | 17 agosto 2008    | 237       | 237              |
| Spagna (bandiera)         | Rafael Nadal (24)        | 18 agosto 2008    | 5 luglio 2009     | 46        | 46               |
| Svizzera (bandiera)       | Roger Federer            | 6 luglio 2009     | 6 giugno 2010     | 48        | 285              |
| Spagna (bandiera)         | Rafael Nadal             | 7 giugno 2010     | 3 luglio 2011     | 56        | 102              |
| Serbia (bandiera)         | Novak Đoković (25)       | 4 luglio 2011     | 8 luglio 2012     | 53        | 53               |
| Svizzera (bandiera)       | Roger Federer            | 9 luglio 2012     | 4 novembre 2012   | 17        | 302              |
| Serbia (bandiera)         | Novak Đoković            | 5 novembre 2012   | 6 ottobre 2013    | 48        | 101              |
| Spagna (bandiera)         | Rafael Nadal             | 7 ottobre 2013    | 6 luglio 2014     | 39        | 141              |
| Serbia (bandiera)         | Novak Đoković            | 7 luglio 2014     | 6 novembre 2016   | 122       | 223              |
| Regno Unito (bandiera)    | Andy Murray (26)         | 7 novembre 2016   | 20 agosto 2017    | 41        | 41               |
| Spagna (bandiera)         | Rafael Nadal             | 21 agosto 2017    | 18 febbraio 2018  | 26        | 167              |
| Svizzera (bandiera)       | Roger Federer            | 19 febbraio 2018  | 1 aprile 2018     | 6         | 308              |
| Spagna (bandiera)         | Rafael Nadal             | 2 aprile 2018     | 13 maggio 2018    | 6         | 173              |
| Svizzera (bandiera)       | Roger Federer            | 14 maggio 2018    | 20 maggio 2018    | 1         | 309              |
| Spagna (bandiera)         | Rafael Nadal             | 21 maggio 2018    | 17 giugno 2018    | 4         | 177              |
| Svizzera (bandiera)       | Roger Federer            | 18 giugno 2018    | 24 giugno 2018    | 1         | 310              |
| Spagna (bandiera)         | Rafael Nadal             | 25 giugno 2018    | 4 novembre 2018   | 19        | 196              |
| Serbia (bandiera)         | Novak Đoković            | 5 novembre 2018   | 3 novembre 2019   | 52        | 275              |
| Spagna (bandiera)         | Rafael Nadal             | 4 novembre 2019   | 2 febbraio 2020   | 13        | 209              |
| Serbia (bandiera)         | Novak Đoković            | 3 febbraio 2020   | 27 febbraio 2022  | 86        | 361              |
| Russia (bandiera)         | Daniil Medvedev (27)     | 28 febbraio 2022  | 20 marzo 2022     | 3         | 3                |
| Serbia (bandiera)         | Novak Đoković            | 21 marzo 2022     | 12 giugno 2022    | 12        | 373              |
| Russia (bandiera)         | Daniil Medvedev          | 13 giugno 2022    | 11 settembre 2022 | 13        | 16               |
| Spagna (bandiera)         | Carlos Alcaraz (28)      | 12 settembre 2022 | 29 gennaio 2023   | 20        | 20               |
| Serbia (bandiera)         | Novak Đoković            | 30 gennaio 2023   | 19 marzo 2023     | 7         | 380              |
| Spagna (bandiera)         | Carlos Alcaraz           | 20 marzo 2023     | 2 aprile 2023     | 2         | 22               |
| Serbia (bandiera)         | Novak Đoković            | 3 aprile 2023     | 21 maggio 2023    | 7         | 387              |
| Spagna (bandiera)         | Carlos Alcaraz           | 22 maggio 2023    | 11 giugno 2023    | 3         | 25               |
| Serbia (bandiera)         | Novak Đoković            | 12 giugno 2023    | 25 giugno 2023    | 2         | 389              |
| Spagna (bandiera)         | Carlos Alcaraz           | 26 giugno 2023    | 10 settembre 2023 | 11        | 36               |
| Serbia (bandiera)         | Novak Đoković            | 11 settembre 2023 | 9 giugno 2024     | 39        | 428              |
| Italia (bandiera)         | Jannik Sinner (29)       | 10 giugno 2024    |                   | 63        | 63               |

Aggiornato all’18 agosto 2025.

## Giocatori tra 2° e 5° posto
Dall’introduzione del calcolo computerizzato nel 1973 i seguenti giocatori hanno raggiunto il 5º posto mondiale o più alto ma non il 1º.
In grassetto i giocatori attualmente in attività. Aggiornato al 4 agosto 2025.
| Nº 2               | Nº 2              |
| Giocatore          | Data              |
| ------------------ | ----------------- |
| Manuel Orantes     | 23 agosto 1973    |
| Ken Rosewall       | 30 aprile 1975    |
| Guillermo Vilas    | 30 aprile 1975    |
| Arthur Ashe        | 10 maggio 1976    |
| Michael Stich      | 22 novembre 1993  |
| / Goran Ivanišević | 4 luglio 1994     |
| Michael Chang      | 9 settembre 1996  |
| Petr Korda         | 2 febbraio 1998   |
| Àlex Corretja      | 1 febbraio 1999   |
| Magnus Norman      | 12 giugno 2000    |
| Tommy Haas         | 13 maggio 2002    |
| Alexander Zverev   | 13 giugno 2022    |
| Casper Ruud        | 12 settembre 2022 |

| Nº 3                  | Nº 3             |
| Giocatore             | Data             |
| --------------------- | ---------------- |
| Stan Smith            | 23 agosto 1973   |
| Tom Okker             | 2 marzo 1974     |
| Rod Laver             | 9 agosto 1974    |
| Brian Gottfried       | 19 giugno 1977   |
| Vitas Gerulaitis      | 27 febbraio 1978 |
| Yannick Noah          | 7 luglio 1986    |
| Sergi Bruguera        | 1 agosto 1994    |
| Guillermo Coria       | 3 maggio 2004    |
| David Nalbandian      | 20 marzo 2006    |
| Ivan Ljubičić         | 1 maggio 2006    |
| Nikolaj Davydenko     | 6 novembre 2006  |
| David Ferrer          | 8 luglio 2013    |
| Stan Wawrinka         | 27 gennaio 2014  |
| Milos Raonic          | 21 novembre 2016 |
| Grigor Dimitrov       | 20 novembre 2017 |
| Marin Čilić           | 29 gennaio 2018  |
| Juan Martín del Potro | 13 agosto 2018   |
| Dominic Thiem         | 2 marzo 2020     |
| Stefanos Tsitsipas    | 9 agosto 2021    |

| Nº 4               | Nº 4              |
| Giocatore          | Data              |
| ------------------ | ----------------- |
| Adriano Panatta    | 24 agosto 1976    |
| Raúl Ramírez       | 7 novembre 1976   |
| Roscoe Tanner      | 30 luglio 1979    |
| Gene Mayer         | 6 ottobre 1980    |
| José Luis Clerc    | 3 agosto 1981     |
| Miloslav Mečíř     | 22 febbraio 1988  |
| Pat Cash           | 9 maggio 1988     |
| Brad Gilbert       | 1 gennaio 1990    |
| Andrés Gómez       | 11 giugno 1990    |
| Guy Forget         | 25 marzo 1991     |
| Andrij Medvedjev   | 16 maggio 1994    |
| Greg Rusedski      | 6 ottobre 1997    |
| Jonas Björkman     | 3 novembre 1997   |
| Richard Krajicek   | 29 marzo 1999     |
| Todd Martin        | 13 settembre 1999 |
| Thomas Enqvist     | 15 novembre 1999  |
| Nicolas Kiefer     | 10 gennaio 2000   |
| Tim Henman         | 8 luglio 2002     |
| Sébastien Grosjean | 28 ottobre 2002   |
| James Blake        | 20 novembre 2006  |
| Robin Söderling    | 15 novembre 2010  |
| Kei Nishikori      | 2 marzo 2015      |
| Tomáš Berdych      | 18 marzo 2015     |
| Holger Rune        | 21 agosto 2023    |
| Taylor Fritz       | 18 novembre 2024  |
| Jack Draper        | 9 giugno 2025     |

| Nº 5               | Nº 5              |
| Giocatore          | Data              |
| ------------------ | ----------------- |
| Jan Kodeš          | 13 settembre 1973 |
| Eddie Dibbs        | 24 luglio 1978    |
| Harold Solomon     | 8 settembre 1980  |
| Jimmy Arias        | 9 aprile 1984     |
| Anders Järryd      | 22 luglio 1985    |
| / Kevin Curren     | 22 luglio 1985    |
| Henri Leconte      | 22 settembre 1986 |
| Cédric Pioline     | 8 maggio 2000     |
| Jiří Novák         | 21 ottobre 2002   |
| Rainer Schüttler   | 26 aprile 2004    |
| Gastón Gaudio      | 25 aprile 2005    |
| Tommy Robredo      | 28 agosto 2006    |
| Fernando González  | 29 gennaio 2007   |
| Jo-Wilfried Tsonga | 27 febbraio 2012  |
| Kevin Anderson     | 16 luglio 2018    |
| Andrej Rublëv      | 13 settembre 2021 |

## Giocatori tra 6° e 10° posto
Dall’introduzione del calcolo computerizzato nel 1973 i seguenti giocatori hanno raggiunto un piazzamento tra il 6º e il 10º posto mondiale.
In grassetto i giocatori attualmente in attività. Aggiornato al 4 agosto 2025.
| Nº 6                  | Nº 6              |
| Giocatore             | Data              |
| --------------------- | ----------------- |
| Eliot Teltscher       | 7 giugno 1982     |
| José Higueras         | 13 giugno 1983    |
| Henrik Sundström      | 8 ottobre 1984    |
| Kent Carlsson         | 19 settembre 1988 |
| Aaron Krickstein      | 26 febbraio 1990  |
| Wayne Ferreira        | 8 maggio 1995     |
| Karol Kučera          | 14 settembre 1998 |
| Nicolás Lapentti      | 17 aprile 2000    |
| Albert Costa          | 22 luglio 2002    |
| Gilles Simon          | 5 gennaio 2009    |
| Gaël Monfils          | 7 novembre 2016   |
| Matteo Berrettini     | 31 gennaio 2022   |
| Félix Auger-Aliassime | 7 novembre 2022   |
| Alex de Minaur        | 15 luglio 2024    |
| Hubert Hurkacz        | 5 agosto 2024     |
| Lorenzo Musetti       | 9 giugno 2025     |
| Ben Shelton           | 4 agosto 2025     |

| Nº 7                | Nº 7              |
| Giocatore           | Data              |
| ------------------- | ----------------- |
| Corrado Barazzutti  | 21 agosto 1978    |
| Brian Teacher       | 5 ottobre 1981    |
| Sandy Mayer         | 26 aprile 1982    |
| Peter McNamara      | 14 marzo 1983     |
| / Johan Kriek       | 10 settembre 1984 |
| Juan Aguilera       | 17 settembre 1984 |
| Joakim Nyström      | 31 marzo 1986     |
| Tim Mayotte         | 31 ottobre 1988   |
| Jakob Hlasek        | 17 aprile 1989    |
| Jay Berger          | 16 aprile 1990    |
| Emilio Sánchez      | 30 aprile 1990    |
| Alberto Berasategui | 14 novembre 1994  |
| Thomas Johansson    | 10 giugno 2002    |
| Mario Ančić         | 10 luglio 2006    |
| Richard Gasquet     | 9 luglio 2007     |
| Fernando Verdasco   | 20 aprile 2009    |
| Mardy Fish          | 15 agosto 2011    |
| David Goffin        | 20 novembre 2017  |

| Nº 8               | Nº 8              |
| Giocatore          | Data              |
| ------------------ | ----------------- |
| Tony Roche         | 16 novembre 1975  |
| John Alexander     | 15 dicembre 1975  |
| Dick Stockton      | 31 ottobre 1977   |
| Peter Fleming      | 7 luglio 1980     |
| Alberto Mancini    | 9 ottobre 1989    |
| Karel Nováček      | 18 novembre 1991  |
| Mark Philippoussis | 19 aprile 1999    |
| Guillermo Cañas    | 6 giugno 2005     |
| Radek Štěpánek     | 10 luglio 2006    |
| Marcos Baghdatis   | 21 agosto 2006    |
| Michail Južnyj     | 28 gennaio 2008   |
| Jürgen Melzer      | 18 aprile 2011    |
| Janko Tipsarević   | 2 aprile 2012     |
| Jack Sock          | 20 novembre 2017  |
| John Isner         | 16 luglio 2018    |
| Karen Chačanov     | 15 luglio 2019    |
| Diego Schwartzman  | 12 ottobre 2020   |
| Cameron Norrie     | 12 settembre 2022 |
| Tommy Paul         | 9 giugno 2025     |

| Nº 9                  | Nº 9              |
| Giocatore             | Data              |
| --------------------- | ----------------- |
| Aleksandre Met'reveli | 3 giugno 1974     |
| Víctor Pecci          | 24 marzo 1980     |
| Bill Scanlon          | 9 gennaio 1984    |
| Andrej Česnokov       | 8 aprile 1991     |
| Marc Rosset           | 11 settembre 1995 |
| Paradorn Srichaphan   | 12 maggio 2003    |
| Nicolás Massú         | 13 settembre 2004 |
| Joachim Johansson     | 14 febbraio 2005  |
| Mariano Puerta        | 15 agosto 2005    |
| Nicolás Almagro       | 2 maggio 2011     |
| Fabio Fognini         | 15 luglio 2019    |
| Roberto Bautista Agut | 4 novembre 2019   |

| Nº 10               | Nº 10             |
| Giocatore           | Data              |
| ------------------- | ----------------- |
| Tom Gorman          | 1 maggio 1974     |
| Wojciech Fibak      | 25 luglio 1977    |
| Thierry Tulasne     | 4 agosto 1986     |
| Mikael Pernfors     | 22 settembre 1986 |
| Martín Jaite        | 9 luglio 1990     |
| Jonas Svensson      | 25 marzo 1991     |
| Magnus Gustafsson   | 29 luglio 1991    |
| Carlos Costa        | 18 maggio 1992    |
| Magnus Larsson      | 17 aprile 1995    |
| Félix Mantilla      | 8 giugno 1998     |
| Arnaud Clément      | 2 aprile 2001     |
| Juan Mónaco         | 23 luglio 2012    |
| Ernests Gulbis      | 9 giugno 2014     |
| Pablo Carreño Busta | 11 settembre 2017 |
| Lucas Pouille       | 19 marzo 2018     |
| Denis Shapovalov    | 21 settembre 2020 |
| Frances Tiafoe      | 19 giugno 2023    |

## Numeri uno di classifica in doppio
Dal 1976, anno di introduzione del calcolo computerizzato per il doppio, 66 giocatori sono stati nº 1 del ranking.
Due giocatori, John McEnroe e Stefan Edberg, sono stati capaci di raggiungere il  nº 1 sia in singolare che in doppio.
McEnroe lo è stato simultaneamente per 121 settimane e ha terminato l’anno al nº 1 del ranking in entrambe le specialità per tre volte, nel 1981, 1982 e 1983.

### Settimane totali al nº 1
In grassetto i giocatori in attività.
     Attuale nº 1
Aggiornato al 18 agosto 2025.
| N.  | Giocatore            | Settimane |
| --- | -------------------- | --------- |
| 1.  | Mike Bryan           | 506       |
| 2.  | Bob Bryan            | 439       |
| 3.  | John McEnroe         | 269       |
| 4.  | Todd Woodbridge      | 204       |
| 5.  | Daniel Nestor        | 108       |
| 6.  | Anders Järryd        | 107       |
| 7.  | Mate Pavić           | 97        |
| 8.  | Frew McMillan        | 85        |
| 9.  | Mark Woodforde       | 83        |
| 10. | Jonas Björkman       | 74        |
| 11. | Paul Haarhuis        | 71        |
| 12. | Robert Farah         | 68        |
| 13. | Mark Knowles         | 65        |
| 14. | Jacco Eltingh        | 63        |
| 15. | Raúl Ramírez         | 62        |
| 15. | Robert Seguso        | 62        |
| 17. | Max Mirnyi           | 57        |
| 18. | Marcelo Melo         | 56        |
| 19. | Nenad Zimonjić       | 50        |
| 20. | John Fitzgerald      | 40        |
| 20. | Marcelo Arévalo      | 40        |
| 22. | Leander Paes         | 39        |
| 22. | Nicolas Mahut        | 39        |
| 24. | Neal Skupski         | 35        |
| 25. | Tomáš Šmíd           | 34        |
| 25. | Wesley Koolhof       | 34        |
| 27. | Juan Sebastián Cabal | 29        |
| 28. | Danie Visser         | 27        |
| 29. | Jim Pugh             | 26        |
| 29. | Henri Kontinen       | 26        |
| 29. | Joe Salisbury        | 26        |
| 29. | Austin Krajicek      | 26        |
| 33. | David Pate           | 25        |
| 34. | Marcel Granollers    | 22        |
| 34. | Horacio Zeballos     | 22        |
| 36. | Donald Johnson       | 20        |
| 37. | Yannick Noah         | 19        |
| 37. | Pieter Aldrich       | 19        |
| 37. | Łukasz Kubot         | 19        |
| 40. | Peter Fleming        | 17        |
| 40. | Grant Connell        | 17        |
| 40. | Jared Palmer         | 17        |
| 43. | Stefan Edberg        | 15        |
| 44. | Andrés Gómez         | 13        |
| 44. | Jim Grabb            | 13        |
| 44. | Richey Reneberg      | 13        |
| 47. | Tom Okker            | 11        |
| 48. | Rick Leach           | 9         |
| 48. | Jamie Murray         | 9         |
| 48. | Rajeev Ram           | 9         |
| 48. | Matthew Ebden        | 9         |
| 52. | Stan Smith           | 8         |
| 52. | Byron Black          | 8         |
| 52. | Rohan Bopanna        | 8         |
| 55. | Slobodan Živojinović | 7         |
| 56. | Bob Hewitt           | 6         |
| 56. | Emilio Sánchez       | 6         |
| 56. | Jonathan Stark       | 6         |
| 59. | Ken Flach            | 5         |
| 59. | Alex O'Brien         | 5         |
| 61. | Patrick Galbraith    | 4         |
| 61. | Mahesh Bhupathi      | 4         |
| 63. | Paul McNamee         | 3         |
| 63. | Nikola Mektić        | 3         |
| 65. | Kelly Jones          | 1         |
| 65. | Lloyd Glasspool      | 1         |

### Settimane consecutive al nº 1
| N.                                  | Giocatore        | Settimane |
| ----------------------------------- | ---------------- | --------- |
| 1.                                  | Mike Bryan       | 163       |
| 2.                                  | Bob Bryan        | 140       |
| 3.                                  | Todd Woodbridge  | 125       |
| 4.                                  | John McEnroe     | 108       |
| 5.                                  | John McEnroe (2) | 97        |
| 6.                                  | Bob Bryan (2)    | 90        |
| 6.                                  | Mike Bryan (2)   | 90        |
| 8.                                  | Frew McMillan    | 80        |
| 9.                                  | Robert Farah     | 68        |
| 10.                                 | Bob Bryan (3)    | 64        |
| 10.                                 | Mike Bryan (3)   | 64        |
| 10.                                 | Bob Bryan (4)    | 64        |
| 10.                                 | Mike Bryan (4)   | 64        |
| 14.                                 | Raúl Ramírez     | 54        |
| 15.                                 | Mark Woodforde   | 52        |
| 15.                                 | Mike Bryan (5)   | 52        |
| * = almeno 50 settimane consecutive |                  |           |

### Fine anno al nº 1
| 10                 | Mike Bryan      |
| 8                  | Bob Bryan       |
| 5                  | John McEnroe    |
| 3                  | Mark Woodforde  |
| 3                  | Todd Woodbridge |
| 2                  | Frew McMillan   |
| 2                  | Robert Seguso   |
| 2                  | Anders Järryd   |
| 2                  | Mark Knowles    |
| 2                  | Marcelo Melo    |
| 2                  | Robert Farah    |
| 2                  | Mate Pavić      |
| * = almeno 2 volte |                 |

## ATP Race
Introdotta il 1º gennaio 2000, anche la classifica ATP Race è stilata dall'ATP con gli stessi criteri e punteggi del ranking ATP e serve a stabilire quali sono gli 8 tennisti in singolare e le 8 coppie in doppio che parteciperanno alle ATP Finals di fine stagione. L'ATP Race prende però in esame i risultati dell'anno solare, quindi si calcolano i punteggi a partire dal 1º gennaio, e non quelli delle ultime 52 settimane come nel ranking ATP. Di solito il calcolo della classifica dell'ATP Race si chiude alla fine del Paris Masters, ultimo torneo della stagione regolare, dopo il quale si tengono le ATP Finals.

## Singolarista e coppia di doppio dell'anno
I giocatori in singolare e la squadra di doppio che terminano la stagione al numero uno della classifica ricevono i premi di "giocatore dell'anno" e "coppia di doppio dell'anno". Di seguito la lista dei vincitori: Nella lista in singolare compaiono per il 1975, 1976, 1977, 1978, 1982 e 1989 tennisti che ricevettero il premio dall'ATP ma non erano al numero 1 del ranking di fine anno. Alla fine di quelle stagioni i numeri 1 del ranking erano stati Jimmy Connors (1975–78), John McEnroe (1982) e Ivan Lendl (1989).

### Giocatori dell'anno in singolare
| Anno | Giocatore          |
| ---- | ------------------ |
| 1975 | Arthur Ashe        |
| 1976 | Björn Borg         |
| 1977 | Björn Borg (2)     |
| 1978 | Björn Borg (3)     |
| 1979 | Björn Borg (4)     |
| 1980 | Björn Borg (5)     |
| 1981 | John McEnroe       |
| 1982 | Jimmy Connors      |
| 1983 | John McEnroe (2)   |
| 1984 | John McEnroe (3)   |
| 1985 | Ivan Lendl         |
| 1986 | Ivan Lendl (2)     |
| 1987 | Ivan Lendl (3)     |
| 1988 | Mats Wilander      |
| 1989 | Boris Becker       |
| 1990 | Stefan Edberg      |
| 1991 | Stefan Edberg (2)  |
| 1992 | Jim Courier        |
| 1993 | Pete Sampras       |
| 1994 | Pete Sampras (2)   |
| 1995 | Pete Sampras (3)   |
| 1996 | Pete Sampras (4)   |
| 1997 | Pete Sampras (5)   |
| 1998 | Pete Sampras (6)   |
| 1999 | Andre Agassi       |
| 2000 | Gustavo Kuerten    |
| 2001 | Lleyton Hewitt     |
| 2002 | Lleyton Hewitt (2) |
| 2003 | Andy Roddick       |
| 2004 | Roger Federer      |
| 2005 | Roger Federer (2)  |
| 2006 | Roger Federer (3)  |
| 2007 | Roger Federer (4)  |
| 2008 | Rafael Nadal       |
| 2009 | Roger Federer (5)  |
| 2010 | Rafael Nadal (2)   |
| 2011 | Novak Đoković      |
| 2012 | Novak Đoković (2)  |
| 2013 | Rafael Nadal (3)   |
| 2014 | Novak Đoković (3)  |
| 2015 | Novak Đoković (4)  |
| 2016 | Andy Murray        |
| 2017 | Rafael Nadal (4)   |
| 2018 | Novak Đoković (5)  |
| 2019 | Rafael Nadal (5)   |
| 2020 | Novak Đoković (6)  |
| 2021 | Novak Đoković (7)  |
| 2022 | Carlos Alcaraz     |
| 2023 | Novak Đoković (8)  |
| 2024 | Jannik Sinner      |

### Team di doppio dell'anno
| Anno | Giocatori                              |
| ---- | -------------------------------------- |
| 1975 | Brian Gottfried Raúl Ramírez           |
| 1976 | Brian Gottfried (2) Raúl Ramírez (2)   |
| 1977 | Bob Hewitt Frew McMillan               |
| 1978 | Bob Hewitt (2) Frew McMillan (2)       |
| 1979 | Peter Fleming John McEnroe             |
| 1980 | Bob Lutz Stan Smith                    |
| 1981 | Peter Fleming (2) John McEnroe (2)     |
| 1982 | Sherwood Stewart Ferdi Taygan          |
| 1983 | Peter Fleming (3) John McEnroe (3)     |
| 1984 | Peter Fleming (4) John McEnroe (4)     |
| 1985 | Ken Flach Robert Seguso                |
| 1986 | Hans Gildemeister Andrés Gómez         |
| 1987 | Stefan Edberg Anders Järryd            |
| 1988 | Rick Leach Jim Pugh                    |
| 1989 | Rick Leach (2) Jim Pugh (2)            |
| 1990 | Pieter Aldrich Danie Visser            |
| 1991 | John Fitzgerald Anders Järryd (2)      |
| 1992 | Todd Woodbridge Mark Woodforde         |
| 1993 | Grant Connell Patrick Galbraith        |
| 1994 | Jacco Eltingh Paul Haarhuis            |
| 1995 | Todd Woodbridge (2) Mark Woodforde (2) |
| 1996 | Todd Woodbridge (3) Mark Woodforde (3) |
| 1997 | Todd Woodbridge (4) Mark Woodforde (4) |
| 1998 | Jacco Eltingh (2) Paul Haarhuis (2)    |
| 1999 | Leander Paes Mahesh Bhupathi           |
| 2000 | Todd Woodbridge (5) Mark Woodforde (5) |
| 2001 | Jonas Björkman Todd Woodbridge (6)     |
| 2002 | Mark Knowles Daniel Nestor             |
| 2003 | Bob Bryan Mike Bryan                   |
| 2004 | Mark Knowles (2) Daniel Nestor (2)     |
| 2005 | Bob Bryan (2) Mike Bryan (2)           |
| 2006 | Bob Bryan (3) Mike Bryan (3)           |
| 2007 | Bob Bryan (4) Mike Bryan (4)           |
| 2008 | Nenad Zimonjić Daniel Nestor (3)       |
| 2009 | Bob Bryan (5) Mike Bryan (5)           |
| 2010 | Bob Bryan (6) Mike Bryan (6)           |
| 2011 | Bob Bryan (7) Mike Bryan (7)           |
| 2012 | Bob Bryan (8) Mike Bryan (8)           |
| 2013 | Bob Bryan (9) Mike Bryan (9)           |
| 2014 | Bob Bryan (10) Mike Bryan (10)         |
| 2015 | Jean-Julien Rojer Horia Tecău          |
| 2016 | Jamie Murray Bruno Soares              |
| 2017 | Łukasz Kubot Marcelo Melo              |
| 2018 | Oliver Marach Mate Pavić               |
| 2019 | Juan Sebastián Cabal Robert Farah      |
| 2020 | Mate Pavić (2) Bruno Soares (2)        |
| 2021 | Nikola Mektić Mate Pavić (3)           |
| 2022 | Wesley Koolhof Neal Skupski            |
| 2023 | Ivan Dodig Austin Krajicek             |
| 2024 | Marcelo Arévalo Mate Pavić (4)         |